# 阿爾馬格 (考卡省)
阿爾馬格是哥倫比亞的城鎮，位於該國西南部，由考卡省負責管轄，距離首府波帕揚172公里，始建於1555年8月19日，面積320平方公里，海拔高度2,312米，2005年人口18,393。
1°55′N 76°52′W / 1.917°N 76.867°W